# Albania (La Guajira)
Albania è un comune della Colombia, facente parte del dipartimento di La Guajira.
Il centro abitato venne fondato da un gruppo di indigeni Cocinas nel 1801.